# Pupuha Island
Pupuha Island ist eine kleine Insel an der Ostküste der Region Northland im Norden der Nordinsel von Neuseeland.

## Geographie
Pupuha Island ist die kleinste Insel der Inselgruppe Marotere Islands, die zusammen mit der südlich befindlichen Insel Taranga Island zur Inselgruppe der Hen and Chickens Islands gehört. Die Insel befindet sich rund 14,5 km ostsüdöstlich von Bream Head, der rund 24 km südöstlich von Whangārei an der Ostküste der Region Northland zu finden ist. Die Insel verfügt über eine Fläche von 1 Hektar und dehnt sich über eine Länge von 195 m in Nordnordwest-Südsüdost-Richtung aus. An der breitesten Stelle misst die Insel rund 100 m in Westsüdwest-Ostnordost-Richtung. Die höchste Erhebung der Insel befindet sich mit 37 m nahezu in der Inselmitte.
Nordwestlich von Pupuha Island ist als Nachbarinsel in einem Abstand von rund 255 m Muriwhenua Island zu finden und in einer Entfernung von rund 720 m nach Süden Mauitaha Island (West Chicken Island). Zur größten Insel der Gruppe Lady Alice Island, die östlich von Pupuha Island liegt, sind rund 1,3 km zu überbrücken.

## Geologie
Die Insel stellt zusammen mit ihren Nachbarinseln den nördlichen Überrest eines Schichtvulkans aus dem Miozän dar, zu dem ebenfalls Bream Head sowie Taranga Island und die kleine Insel Sail Rock gehören. Die Form der Insel wurde vermutlich vor der letzten Eiszeit durch subaerische Erosion gebildet.